# Lukarsko Goševo
Lukarsko Goševo (Servisch cyrillisch Лукарско Гошево) is een plaats in de Servische gemeente Novi Pazar. De plaats telt 850 inwoners (2002).